# Esmé Wynne-Tyson
Esmé Wynne-Tyson (nascida Dorothy Estelle Esmé Innes Ripper 29 de junho de 1898 – 17 de janeiro 1972) foi uma atriz e escritora inglesa.
Esmé Wynne-Tyson nasceu em Stockwell, em Londres. Começou a atuar em criança, em peças do teatro de West End adotando o nome de palco Esmé Wynne em 1909. Ela fez a sua estreia profissional com O Pássaro Azul de Maurice Maeterlinck, e foi a Rosamund original de Where the Rainbow Ends em 1911. Nesta última peça tornou-se amiga intima, confidente e colaboradora do jovem Noël Coward.
A sua primeira peça The Prince's Bride foi produzida no Savoy Theatre quando ela tinha 13 anos. Aos 19 anos ela escreveu uma comédia amena chamada Little Lovers, que estreou em Londres, em 1922.
Com Coward, escreveu uma série de peças pequenas, sob o pseudónimo em conjunto "Esnomel": The Last Chapter (representada em 1917), To Have and to Hold (não representada), and Women and Whisky (representada em 1918).
A sua última aparição no teatro foi como Faith na comédia de Coward I'll Leave It to You, em 1920.
Em 1918 Wynne casou com Linden Charles Tyson, e eles combinaram os seus nomes como "Wynne-Tyson" no ano seguinte. Houve um filho desse casamento, Jon Wynne-Tyson, que se tornou escritor e editor. Eles acabaram por se divorciar em 1947.
Deixou o teatro em 1920 e escreveu uma série de novelas. Um interesse crescente em assuntos religiosos e morais, nomeadamente Ciência Cristã e Vegetarianismo, levou-a à não-ficção e ao jornalismo, por vezes em pareceria com o escritor J. D. Beresford. Como editora publicou Da Abstinência do Alimento Animal, de Porfírio, em 1965.
Wynne-Tyson também escreveu histórias para crianças sob o pseudónimo Amanda, e escreveu artigos filosóficos, usando por vezes o pseudónimo Diotima. De 1961 a 1970 editou a revista World Forum, que focava o vegetarianismo e assuntos humanitários.
Wynne-Tyson morreu em Chichester aos 73 anos.